# Веннера, Чик
Чик Веннера (англ. Chick Vennera; род. 27 марта 1947, Херкимер, Нью-Йорк, США) — американский актёр кино и телевидения, наиболее известный по роли Джо Мондрагона в фильме Роберта Редфорда «Война на бобовом поле Милагро» (1988). Другой его известной работой является озвучивание голубя Песто в мультсериале «Опасная поездка» (1993-1998) и его продолжении-мультфильме «Желание Вакко» (1999).

## Биография
Фрэнсис Винсент Веннера родился 27 марта 1947 года в небольшом городке Херкимер, неподалёку от Нью-Йорка. После окончания старшей школы переехал в Калифорнию, где обучался актёрскому мастерству в мастерской театра Pasadena Playhouse. В годы войны во Вьетнаме Веннера служил в армии, сначала в Корпусе связи Армии США, а затем в специальной службе, которая занималась организацией досуга и развлечений для солдат.
После возвращения из армии, Веннера приехал в Лос-Анджелес, где в 1970-х некоторое время работал в ночных клубах и выступал в постановке мюзикла «Бриолин». Первую известность ему принесла роль Марва Гомеса в диско-комедии «Слава Богу, сегодня пятница», вышедшей в 1978 году.
В 1988 году Веннера сыграл одну из самых своих значимых ролей: фермера-чикано с бунтарским характером Джо Мондрагона в драматическом фильме Роберта Редфорда «Война на бобовом поле Милагро».
Чик Веннера умер 7 июля 2021 года от рака в своём доме в Бербанке.

## Фильмография
| Год       |    | Русское название              | Оригинальное название          | Роль                  |
| --------- | -- | ----------------------------- | ------------------------------ | --------------------- |
| 1975      | с  | Баретта                       | Baretta                        | Рудольфо Круз         |
| 1978      | ф  | Слава Богу, сегодня пятница   | Thank God It's Friday          | Марв Гомес            |
| 1979      | ф  | Янки                          | Yanks                          | сержант Дэнни Раффело |
| 1981      | ф  | Большой риск                  | High Risk                      | Тони                  |
| 1985      | с  | Ти Джей Хукер                 | T. J. Hooker                   | Джо Брэм              |
| 1986      | ф  | Опасная поездка               | Free Ride                      | Эдгар Несс            |
| 1988      | ф  | Война на бобовом поле Милагро | The Milagro Beanfield War      | Джо Мондрагон         |
| 1988      | ф  | Последний ритуал              | Last Rites                     | Назо                  |
| 1989      | с  | Золотые девочки               | The Golden Girls               | Пепе / Энрике Мас     |
| 1990      | ф  | Ночная слежка                 | Night Eyes                     | Шапиро                |
| 1991      | ф  | МакБэйн                       | McBain                         | Роберто Сантос        |
| 1993      | мс | Чокнутый                      | Bonkers                        | Чик (озвучка)         |
| 1993—1998 | мс | Озорные анимашки              | Animaniacs                     | Песто (озвучка)       |
| 1996      | ф  | Ночная слежка 4               | Night Eyes Four: Fatal Passion | Алекс Стейн           |
| 1996      | с  | Без ума от тебя               | Mad About You                  | Джонни                |
| 1997      | ф  | Время под огнём               | Time Under Fire                | Спитц                 |
| 1998      | с  | Военно-юридическая служба     | JAG                            | Бенни Турпин          |
| 1999      | ф  | Удар из космоса               | Tycus                          | Стэн Альтон           |
| 1999      | ф  | Киберджек 2: Битва за будущее | Fugitive Mind                  | Джимми Морабито       |
| 1999      | с  | Жара в Лос-Анджелесе          | L.A. Heat                      | Джонни Роман          |
| 1999      | ф  | Рейд возмездия                | Active Stealth                 | Чикко                 |
| 1999      | мф | Желание Вакко                 | Animaniacs: Wakko's Wish       | Песто (озвучка)       |
| 2000      | ф  | Неустрашимый                  | Intrepid                       | Эллерсон              |
| 2001      | ф  | Кровавый полёт                | Air Rage                       | Фишмэн                |
| 2005      | ф  | Стеклянный муравейник         | Glass Trap                     | Паоло                 |